# Seznam mostů v Praze

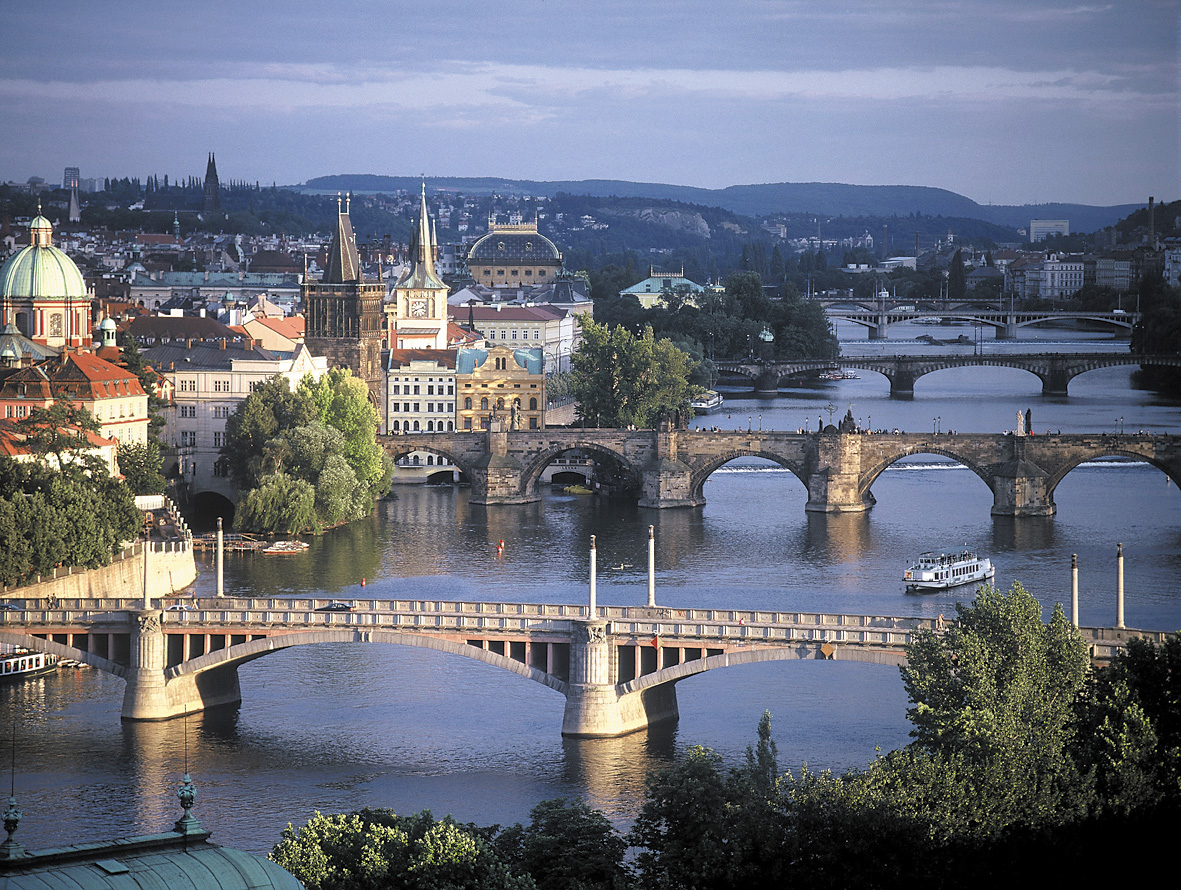
Mosty v Praze
(Mánesův, Karlův, Legií, Jiráskův a Palackého)

Seznam obsahuje vybrané pražské mosty. V roce 2017 měla Technická správa komunikací hl. m. Prahy ve správě přesně 700 mostů ve vlastnictví města, další mosty či lávky patří jiným vlastníkům nebo jsou ve správě městských částí. Počet mostů ve správě TSK průběžně narůstá, v roce 2004 to bylo 574 mostů, v roce 2011 přesně 600 mostů.

## Historie

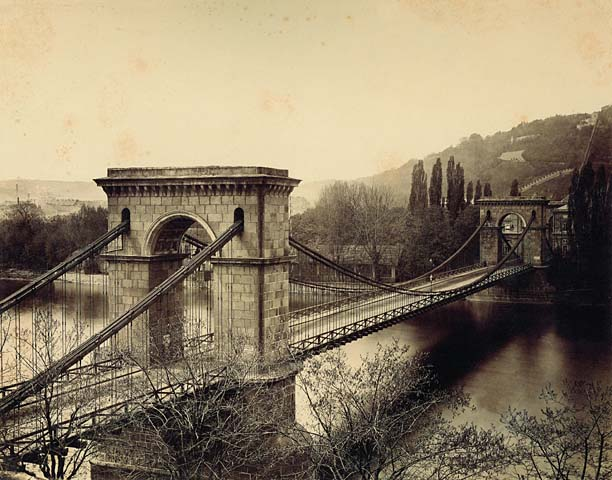
Most císaře Františka I., po Juditině a Karlově třetí vltavský most v Praze

Původně vedl přes Vltavu brod někde v místech zatáčky řeky, nad kterou od 9. století postupně vyrůstal Pražský hrad. Některé úvahy předpokládají také existenci dřevěného mostu. První kamenný pražský most byl Juditin most, postavený Vladislavem II. ve 12. století. Ve 14. století po stržení Juditina mostu povodní jej nahradil Karlem IV. založený Karlův most, který zůstal až do 19. století jediným mostem přes Vltavu v Praze.
Stavbu dalších mostů si vynutil rozvoj města spojený s průmyslovou revolucí. První byl řetězový Most císaře Františka I. z let 1839–1841, druhý obloukový Negrelliho viadukt (most navazuje na karlínský viadukt) dokončený 1849 a sloužící pro potřeby nové železniční dopravy. Další dva železné mosty byly postaveny až v letech 1868–1869, Most císaře Františka Josefa I. a Rudolfova lávka. V letech 1871–1872 vyrostl druhý železniční most pod Vyšehradem. Další byl dostavěn roku 1878 -  Palackého most, původně vyzdoben Myslbekovými sousošími. Z těchto starších mostů jsou zachovány kromě Karlova jen Negrelliho a upravený Palackého.
Pražské mosty prošly proměnou na přelomu 19. a začátkem 20. století souběžně s pražskými nábřežími, kde byla dokončována regulace. Některé nevyhovující mosty byly zbořeny či přestavěny, další (dnes stále sloužící) postaveny: Most Legií (1901, nahradil most Františka I.), Čechův most (1908), Hlávkův most (1911) a Mánesův most (1914, nahradil Rudolfovu lávku).

## Stav mostů
Podle analýzy, předložené městským orgánům v lednu 2018, je 124 městských mostů a lávek zařazeno v sedmistupňové škále stavu mostů do některého ze třech nejhorších stupňů: špatný, velmi špatný a havarijní. V bezvadném stavu bylo 34 mostů, ve velmi dobrém 50 mostů, v dobrém 195 mostů, v uspokojivém 296 mostů, ve špatném 99 mostů, ve velmi špatném 23 mostů a v havarijním 3 mosty, a to dvě boční pěší lávky železničního mostu a pěší úroveň u stanice metra Nové Butovice. Trojská lávka byla před svým kolapsem zařazena jen do 5. stupně, tedy „špatný“, podle jiného článku referujícího o téže tiskové konferenci však do 6. stupně.

## Přes řeky

### Přes Vltavu
Pražské mosty přes Vltavu nebo její ramena, řazeno po proudu řeky:
| Funkční | Přes celou Vltavu                      | Název                                                                          | Využití    | Poznámka                              | Vlastník/správce | Otevřen                | Otevřen                | Délka | Rozpětí hlavního pole |
| ------- | -------------------------------------- | ------------------------------------------------------------------------------ | ---------- | ------------------------------------- | ---------------- | ---------------------- | ---------------------- | ----- | --------------------- |
| NE      | ANO                                    | Zbraslavský most                                                               |            | předchůdce mostu Závodu míru          | Zbraslav?        | 1896                   | rozebrán 1964          | 147   | 63                    |
| ANO     | ANO                                    | Most Závodu míru                                                               |            |                                       | TSK              | 1964                   | 1964                   | 210   | 75                    |
| ANO     | ANO                                    | Radotínský most                                                                |            |                                       | ŘSD              | 2010                   | 2010                   | 236   |                       |
| ANO     | ANO                                    | Branický most (most Inteligence)                                               | železniční |                                       | Správa železnic  | 1964                   | 1964                   | 910   | 54                    |
| ANO     | ANO                                    | Barrandovský most (most Antonína Zápotockého)                                  |            |                                       | TSK              | 1983                   | 2. polovina 1988       | 352   | 71                    |
| ANO     | NE – přes levé rameno (přístav)        | Most na Císařskou louku                                                        |            |                                       | TSK?             | 1901                   | 1901                   |       |                       |
| ANO     | NE – přes pravé rameno (přístav)       | Most na Veslařský ostrov                                                       |            |                                       | TSK?             | 1958                   | 1958                   | 71    | 45                    |
| ANO     | ANO                                    | Vyšehradský železniční most (most spojovací dráhy)                             | železniční |                                       | Správa železnic  | 1872                   | přestavěn 1901         | 298,4 | 70                    |
| ANO     | ANO                                    | Palackého most (Mozartův most)                                                 |            |                                       | TSK              | 1878                   | rozšířen 1951          | 229   | 30                    |
| ANO     | ANO                                    | Jiráskův most (Dienzenhoferův most)                                            |            |                                       | TSK              | 1931                   | 1931                   | 311   | 51                    |
| ANO     | NE – přes levé rameno (plavební kanál) | Most na Dětský ostrov                                                          |            |                                       | TSK?             | 1941                   | 1941                   |       |                       |
| ANO     | NE – přes pravé rameno (náhon)         | Most na Slovanský ostrov                                                       |            | dříve odstraněn                       | TSK?             | 1948                   | znovu vystavěn[kdy?]   | 28    | 28                    |
| NE      | ANO                                    | Most císaře Františka I.                                                       |            | předchůdce mostu Legií                |                  | 1841                   | zbořen 1898            | 413   | 132                   |
| ANO     | ANO                                    | Most Legií (Smetanův most, most 1. máje)                                       |            |                                       | TSK              | 1901                   | 1901                   | 343   | 42                    |
| ANO     | NE – přes levé rameno (náhon Čertovka) | Mostky přes Čertovku                                                           |            |                                       | TSK?             |                        |                        |       |                       |
| ANO     | NE – přes pravé rameno (náhon)         | Novotného lávka                                                                |            |                                       | TSK?             | 1400 (?)               | 1400 (?)               |       |                       |
| ANO     | ANO                                    | Karlův most (Kamenný most, Pražský most)                                       |            |                                       | TSK              | 1402                   | 1402                   | 515   | 23,4                  |
| NE      | ANO                                    | Juditin most                                                                   |            | předchůdce Karlova mostu              | Křižovnický řád  | 1172                   | zbořen 1342            | 514   | 19                    |
| ANO     | ANO                                    | Mánesův most (most arcivévody Františka Ferdinanda d’Este, most Josefa Mánesa) |            |                                       |                  | 1914                   | 1914                   | 186   | 42                    |
| NE      | ANO                                    | Rudolfova lávka (Železná lávka)                                                |            | předchůdce Mánesova mostu             |                  | 1869                   | zbořen 1914            | 192   | 96                    |
| ANO     | ANO                                    | Čechův most (most Svatopluka Čecha, Mendelův most)                             |            |                                       | TSK              | 1908                   | 1908                   | 169   | 59                    |
| NE      | ANO                                    | Most císaře Františka Josefa I. (Eliščin most, Janáčkův most, Švermův most)    |            | předchůdce Štefánikova mostu          |                  | 1868                   | zbořen 1946            | 238   | 144                   |
| ANO     | ANO                                    | Štefánikův most (Švermův most)                                                 |            |                                       | TSK              | 1951                   | 1951                   | 263   | 65                    |
| ANO     | ANO                                    | Hlávkův most (most přes Štvanici)                                              |            |                                       | TSK              | 1911                   | přestavěn 1962         | 296   | 36                    |
| ANO     | NE – přes zasypané pravé rameno        | Železniční most na Rohanský ostrov                                             | železniční |                                       |                  | 1875 (rameno zasypáno) | 1875 (rameno zasypáno) |       |                       |
| ANO     | ANO                                    | Negrelliho viadukt (Karlínský viadukt)                                         | železniční |                                       | Správa železnic  | 1849                   | 1849                   | 1110  | 25                    |
| ANO     | ANO                                    | Štvanická lávka                                                                |            |                                       | TSK              | 2023                   | 2023                   |       |                       |
| NE      | ANO                                    | Most z Holešovic do Libně                                                      |            | dřevěný                               |                  | 1903                   | 1928                   |       |                       |
| ANO     | ANO                                    | Libeňský most (Baxův most, Stalingradský most)                                 |            |                                       | TSK              | 1928                   | 1928                   | 780   | 48                    |
| ANO     | ANO                                    | Holešovický železniční most                                                    | železniční |                                       | Správa železnic  | 1976                   | 1976                   | 388   | 78                    |
| NE      | ANO                                    | Trojský most (Most Barikádníků)                                                |            | předchůdce dnešního Mostu Barikádníků |                  | 1928                   | 1977                   | 221   | 47                    |
| ANO     | ANO                                    | Most Barikádníků                                                               |            |                                       | TSK              | 1980                   | 1980                   | 221   | 51                    |
| ANO     | ANO                                    | Trojský most                                                                   |            |                                       | TSK              | 2014                   | 2014                   | 246   | 196                   |
| NE      | ANO                                    | Trojský tramvajový most (Rámusák)                                              |            | provizorní                            | DPP?             | 1982                   | rozebrán 2013          | 250   |                       |
| NE      | NE                                     | Stará Trojská lávka                                                            |            |                                       | TSK              | 1984                   | zřítila se 2017        | 256   | 96                    |
| ANO     | NE – přes pravé rameno (hlavní tok)    | Trojská lávka                                                                  |            |                                       | TSK              | 2020                   | 2020                   | 253   | 55                    |
| ANO     | NE – přes levé rameno (plavební kanál) | Mosty na Císařský ostrov                                                       |            |                                       | TSK, PVS?        |                        |                        |       |                       |

### Přes Berounku
Pražské mosty přes Berounku, řazeno po proudu řeky:
| Funkční | Název            | Využití                                                      | Poznámka                                            | Otevřen | Otevřen             |
| ------- | ---------------- | ------------------------------------------------------------ | --------------------------------------------------- | ------- | ------------------- |
| ANO     | Černošická lávka | pěší ikony vozidel · kolo ikony vozidel                      | v roce 2016 lávku odkoupila Praha od města Černošic |         |                     |
| ANO     | Radotínská lávka | pěší ikony vozidel                                           | vlastník: Praha 16                                  | 1995    | 1995                |
| ANO     | Radotínský most  | auto ikony vozidel · kolo ikony vozidel · pěší ikony vozidel | část. vlastník: stát, správce: ŘSD                  | 2010    | 2010                |
| ANO     | Lahovický most   | auto ikony vozidel · pěší ikony vozidel                      | Vlastník: hl. m. Praha, správce: TSK                | 1743    | zrekonstruován 1920 |

## Ostatní mosty podle druhu
Ty, jež procházejí nad řekou Vltavou nebo Berounkou zde uvedeny nejsou. Naleznete je v seznamu výše.

### Silniční mosty
| Obvod | Městská část                | Čtvrť                           | Název                                                                   | Komunikace                        | Otevřen |
| ----- | --------------------------- | ------------------------------- | ----------------------------------------------------------------------- | --------------------------------- | ------- |
| 1     | Praha 1                     | Hradčany                        | Prašný most (přes Jelení příkop na Pražském hradě)                      | U Prašného mostu                  |         |
| 1/8/2 | Praha 1 / Praha 8 / Praha 2 | Nové Město / Karlín / Vinohrady | přemostění Masarykova nádraží                                           | Wilsonova, Severojižní magistrála |         |
| 2/4   | Praha 2 / Praha 4           | Nusle / Vinohrady / Nové Město  | Nuselský most (most Klementa Gottwalda, 1975–1989)                      | Severojižní magistrála            |         |
| 4     | Praha 4                     | Michle                          | most Sue Ryder                                                          | účelová komunikace                |         |
| 5     | Praha 5                     | Smíchov                         | most Městského okruhu přes Plzeňskou ulici na Smíchově                  | Městský okruh                     |         |
| 5     | Praha-Velká Chuchle         | Malá Chuchle                    | most Mezichuchelské ulice (přemostění Strakonické ulice v Malé Chuchli) | Mezichuchelská                    |         |
| 5     | Praha 5                     | Hlubočepy                       | barrandovská silniční estakáda                                          | Barrandovská spojka               |         |
| 5     | Praha-Lochkov               | Lochkov                         | Lochkovský most                                                         | Pražský okruh                     |         |
| 5     | Praha-Lochkov               | Lochkov                         | Slavičí most                                                            | Pražský okruh                     |         |
| 6     | Praha 6                     | Dejvice / Střešovice            | Svatovítský most                                                        | Svatovítská                       |         |
| 6/5   | Praha 6 / Praha-Zličín      | Ruzyně / Zličín                 | silniční estakáda Řepy-Ruzyně                                           | Pražský okruh                     |         |
| 6     | Praha 6                     | Ruzyně                          | estakáda u letiště Ruzyně                                               | Aviatická (účelová komunikace)    |         |
| 8/3   | Praha 8 / Praha 3           | Libeň / Žižkov                  | silniční estakáda Krejcárek-Palmovka                                    | Pod plynojemem                    |         |
| 8     | Praha 8                     | Libeň                           | most přes Rokytku na Elznicově náměstí                                  | Zenklova                          |         |
| 8     | Praha 8                     | Libeň                           | přemostění Prosecké radiály v Libni                                     | Valčíkova                         |         |
| 9/8   | Praha 9 / Praha 8           | Střížkov / Libeň                | přemostění Prosecké radiály na Střížkově                                | Vysočanská                        |         |
| 9     | Praha 9 / Praha 14          | Hloubětín                       | silniční most Průmyslová-Hloubětín                                      | Průmyslová                        |         |
| 9     | Praha 9                     | Vysočany                        | Vysočanská estakáda (Prosecká estakáda)                                 | Vysočanská                        |         |
| 10    | Praha 10                    | Strašnice/Záběhlice             | Lanový most                                                             | Jižní spojka, Městský okruh       |         |
| 10    | Praha 10                    | Vršovice                        | Most přes vršovické seřaďovací nádraží                                  | Moskevská (Praha)                 |         |

### Tubusy metra
| Název                                  | Linka metra | Další využití                                                | Otevřen |
| -------------------------------------- | ----------- | ------------------------------------------------------------ | ------- |
| Nuselský most                          | C           | auto ikony vozidel · pěší ikony vozidel · kolo ikony vozidel | 1973    |
| most metra na Kačerově                 | C           | pěší ikony vozidel                                           | 1984    |
| most metra Hůrka–Lužiny                | B           |                                                              | 1994    |
| most metra Rajská zahrada – Černý Most | B           | pěší ikony vozidel · kolo ikony vozidel                      | 1998    |

### Drážní mosty
Mosty pro železniční dopravu (včetně mostů přes Vltavu a mostů zaniklých):
| Název                                                                                     | Přes                     | Otevřen | Stav  |
| ----------------------------------------------------------------------------------------- | ------------------------ | ------- | ----- |
| Branický most                                                                             | Vltava                   | 1964    |       |
| Hlubočepské viadukty (Pražský Semmering) (a okolní)                                       | Dalejský potok           | 1872    |       |
| Holešovický železniční most                                                               | Vltava                   | 1976    |       |
| Libeňský železniční most přes Rokytku                                                     | Rokytka                  |         |       |
| Libeňský železniční most přes Sokolovskou ulici                                           | Sokolovská               |         |       |
| Negrelliho viadukt                                                                        | Vltava                   | 1849    |       |
| Nové spojení na železniční trati Praha hl.n., Masarykovo n. – Libeň, Vysočany, Holešovice |                          |         |       |
| Vyšehradský železniční most                                                               | Vltava                   | 1872    |       |
| Železniční most přes Rokytku                                                              | Rokytka                  |         | torzo |
| Železniční most v Dejvicích                                                               | Podbabská                |         |       |
| Železniční most v Třebonicích                                                             |                          |         |       |
| Železniční most ve Zličíně                                                                | Na Radosti               |         |       |
| Železniční viadukt v Hloubětíně                                                           | Rokytka                  | 1845    |       |
| Železniční viadukt v Podbabě                                                              | Šárecký potok, V Podbabě | 1850    |       |
| Železniční viadukt v Řeporyjích                                                           | K Zadní Kopanině         |         |       |
| Železniční viadukt v Uhříněvsi                                                            | Říčanský potok           | 1872    |       |
| Železniční viadukty u Bulhara                                                             |                          |         |       |

Mosty tramvajové a lanové dráhy (včetně zaniklých):
| Název                                                           | Otevřen             |
| --------------------------------------------------------------- | ------------------- |
| tramvajová estakáda Hlubočepy na trati Hlubočepy–Barrandov      | 2003                |
| tramvajová estakáda Palmovka-Krejcárek na trati Ohrada–Palmovka | 1990                |
| Trojský tramvajový most „Rámusák“                               | 1982–2013 – zaniklý |
| most lanové dráhy na Petřín (který?)                            |                     |

### Pěší lávky
Mosty sloužící pěším, popřípadě cyklistům:
| Obvod | Městská část        | Čtvrť                        | Název                                              | Otevřena |
| ----- | ------------------- | ---------------------------- | -------------------------------------------------- | -------- |
| 1     | Praha 1             | Hradčany                     | lávka přes Chotkovu ulici                          |          |
| 4     | Praha 4             | Nusle                        | lávky u Kongresového centra                        |          |
| 4     | Praha 4             | Krč                          | lávka u stanice Budějovická (přes atrium)          |          |
| 4     | Praha 11 / Praha 4  | Chodov / Záběhlice           | lávka Spořilov – Roztyly (přes ul. 5. května)      |          |
| 4     | Praha 11            | Chodov                       | lávka Roztyly – Chodovec (přes ul. 5. května)      | 1995     |
| 4     | Praha 11            | Chodov                       | lávka Chodov – K Dubu (přes D1 – Brněnská)         |          |
| 5     | Praha 5             | Smíchov                      | lávka přes nádraží Praha-Smíchov                   | 1930     |
| 5     | Praha 5             | Jinonice                     | lávka Waltrovka                                    | 2017     |
| 8     | Praha 8             | Karlín                       | lávka Rohanské nábřeží                             | 2002     |
| 9     | Praha 20 / Praha 14 | Horní Počernice / Černý Most | lávka u stanice Černý Most (přes Chlumeckou ulici) | 1998     |
| 10    | Praha 10            | Vršovice                     | Makuchova lávka                                    | 2017     |
| 10    | Praha 15            | Hostivař                     | přemostění železnice u Pražské ulice v Hostivaři   |          |

Součásti a příslušenství budov: 
| Obvod | Městská část | Čtvrť       | Název                                           | Otevřena |
| ----- | ------------ | ----------- | ----------------------------------------------- | -------- |
| 1     | Praha 1      | Staré Město | mostní přechod z Betlémské kaple                |          |
| 1     | Praha 1      | Staré Město | mostní přechod Prašná brána-Obecní dům          |          |
| 1     | Praha 1      | Nové Město  | mostní přechody v Nekázance                     |          |
| 1     | Praha 1      | Malá Strana | mostní přechod nad Thunovskou ulicí             |          |
| 1     | Praha 1      | Malá Strana | můstek v objektu Sovových mlýnů                 |          |
| 1     | Praha 1      | Malá Strana | můstek petřínského bludiště                     |          |
| 1     | Praha 1      | Hradčany    | mostní přechod na Pražském hradě                |          |
| 4     | Praha 4      | Podolí      | inspekční lávka v podolské vodárně              |          |
| 5     | Praha 5      | Smíchov     | inspekční lávka Janáčkovo nábřeží-Dětský ostrov |          |

## Mosty zaniklé a plánované

### Zaniklé mosty
- Zbraslavský most (1896–1964)– původní
- Vyšehradský železniční most (1872–1901) – původní
- Most císaře Františka I. (1841–1898) – předchůdce Mostu Legií
- Juditin most (asi 1172–1342) – předchůdce Karlova mostu
- Rudolfova lávka (1869–1914) – na Klárov
- Most císaře Františka Josefa I. (1868–1946) – předchůdce Štefánikova mostu
- Most Barikádníků (1928–1977) – původní
- Trojský tramvajový most (1982–2013) – „Rámusák“
- Trojská lávka (1977-2017) zřítila se

### Zaniklé můstky
- Vyšehrad – zbytky raně románského hradního mostu
- Můstek – zbytky mostu přes hradební příkop Starého Města v podzemí stanice metra
- Prašný most – renesanční most přes Jelení příkop do Pražského hradu, později zasypán náspem

### Rozestavěné nebo plánované mosty
- Dvorecký most
- Lávka na Císařskou louku
- Výtoňský silniční most
- Most Podbaba – Troja
- Suchdolský most

## Mosty TSK dle evidenčního značení a klasifikace stavu v roce 2016
Součástí usnesení Rady hl. města Prahy č. 826 z 12. 4. 2016 byla jako příloha Analýza stavu pražských mostů ve správě TSK hl. m. Prahy a jejich priority ve stavu k březnu 2016. V informaci jsou uvedeny mosty delší než 100 m přes hlavní koryto Vltavy, vybrané dopravně důležité mosty delší než 100 m a mosty s délkou menší než 100 m, u nichž je stavební stav hodnocen jako špatný, velmi špatný nebo havarijní. V seznamu jsou uvedeny pouze mosty a lávky ve správě TSK hl. m. Prahy, tj. nejsou tam uvedeny mosty železniční, dálniční, mosty ve správě městských částí nebo jiných městských organizací nebo ve vlastnictví jiných vlastníků než města aj. 
Stupně stavu dle ČSN 73 6221:
- I – bezvadný
- II – velmi dobrý
- III – dobrý
- IV – uspokojivý
- V – špatný
- VI – velmi špatný
- VII – havarijní

Dle zprávy z března 2016 je celkový počet mostů ve správě TSK hl. m. Prahy 677, z toho 33 v bezvadném stavu, 48 ve velmi dobrém, 182 v dobrém, 288 v uspokojivém, 100 ve špatném, 20 ve velmi špatném a 6 v havarijním. 

### Mosty přes Vltavu delší než 100 metrů
- V003 Trojský most, I
- V006, Most Barikádníků, IV
- V005 Libeňský most, rámové konstrukce VI, klenby V
- V010 Hlávkův most (obloukový), ze Štvanice na Bubenské nábřeží, V
- V011 Hlávkův most (trámový), z Těšnova na Štvanici, V
- V012 Štefánikův most, IV
- V013 Čechův most, nosná konstrukce IV, umělecká výzdoba V
- V014 Mánesův most, IV
- V015 Karlův most, mostovky a parapetní zábradlí II, klenby a spodní stavby IV–V
- V020 Most Legií, V
- V023 Jiráskův most, IV
- V024 Palackého most, V
- V025 Železniční most, lávka pro pěší – jih, podle nejslabšího funkčního článku VII s podmínečným stupněm použitelnosti II
- V026 Železniční most, lávka pro pěší – sever, podle nejslabšího funkčního článku VII s podmínečným stupněm použitelnosti II
- V031 Barrandovský most, V
- V032 lávka pro pěší na Bránickém železničním mostě, IV
- V034 Most Závodu míru, III
- V071 (původně D071) Lahovický most, III (není přes Vltavu, ale přes Berounku)

### Další dopravně významné mosty delší než 100 metrů
- X034 most v ul. K Barrandovu, IV
- X041 rampa „L“ výstupní Barrandovské komunikace, IV
- X042 rampa „K“ výstupní Barrandovské komunikace ve směru na Smíchov, IV
- X512 most v ul. Průmyslové přes údolí Rokytky, IV
- X540 most v ul. Wilsonově, přes Masarykovo nádraží, IV
- X543 – Estakáda v ul. V Holešovičkách přes ul. Povltavskou, IV
- X544, X546 rampy estakády (přes Povltavskou, X 543), III
- X545, X547 rampy estakády (přes Povltavskou, X 543), IV
- X554 Valčíkova, I
- X574 most na Jižní Spojce přes údolí Botiče a ul. Záběhlickou, III
- X597 – estakáda Čuprova, III
- X656 U Loděnice (Libeňský most), VI
- X663 Estakáda Prosek, III
- X676 Nuselský most, IV
- X688..1 Estakáda Kačerov, IV
- X688..2 Estakáda Kačerov, III
- Y526 – most na Jižní Spojce přes ul. Michelskou a kolejiště metra, IV
- Y529 most na Jižní Spojce přes seřaďovací nádraží Praha-Vršovice (lanový most), III

### Ostatní mostní objekty delší než 100 metrů
- X052 Pěší úroveň u stanice metra Nové Butovice, nosná konstrukce VII, schodiště VII (uzavřeno)
- X550 lávka přes ul. Čs. exilu, II
- X551 lávka přes Opatovská od KD Opatov k Poliklinice 4.11.2019 odstraněna demolicí
- X582 lávka přes Opatovskou od parkovacích garáží k obchod. stř. BILLA, III
- X583 lávka Opatovská (zastávka Metodějova), IV 7.11.2019 uzavřena
- X584 lávka Ke Kateřinkám, IV
- X585 lávka V Jezírkách, IV
- X690 lávka Čtyřdílná, III

### Mosty kratší než 100 metrů ve špatném, velmi špatném nebo havarijním stavu

#### Špatný stav
- B011 Lávka Folimanka, pravý břeh, V
- B030 lávka Kozinovo náměstí, V
- B052 lávka Slatiny (u čp. 76), V
- B054 lávka Slatiny (u čp. 1745), V
- B055 Slatiny, bývalý brod, V
- B027 K Prádelně, V
- B062 Švehlova, V
- B071 Před obcí Pitkovice, V
- D007 Pod Žvahovem, V
- D010 K Dalejím, V
- D012 Řeporyje (náměstí), V
- D077 Radotín (V sudech), V
- M001 Zahradníčkova, V
- P002 Bělohorská-Malovanka, V
- P006 Motol (u nemocnice), V
- P007 SHMP (u kulturního střediska), V
- P009 podchod u bývalých DP (u Vltavy), V
- P009a SPHM schodiště u Vltavy, V
- P514 podchod Fügnerovo náměstí, Sokolská, V
- P015 K Barrandovu (Geologická), V
- P524 Vinohradská, V
- P529 U Kunratického lesa, V
- P544 Cíglerova, V
- P578 Čs. Exilu (u křiž. s Gen. Šišky), V
- P582 Skaláků, u TJ Montáže, V
- P585 Ryšavého-Augustýnova, V
- R004 Zenklova, V
- R009 Čuprova, V
- R020 Hloubětín (u Hořejšího rybníka), V
- R027 Českobrodská (před obcí Běchovice), V
- R028 Českobrodská (inundace u Běchovic), V
- R032 Nedvězí (v obci), V
- R062 Vinořská, V
- R081 Českobrodská (u Běchovic), V
- R093 Cínovecká (Mratínský potok), V
- S009 Lávka Pod Kaplankou, V
- S014 Ke Kulišce, V
- S025 Ve Džbáně (horní), V
- S033 Přílepská, V
- S061 Lysolaje, V
- S071 Horoměřická (u konzumu), V
- V021 Na Slovanský ostrov, V
- X010 Horoměřická, V
- X031 U Ořecha, V
- X039 Slánská, V
- X045 Nové Butovice (u metra), MHD rampa sever, V
- X048 Na Zlatě (u metra Nové Butovice), V
- X066 Bavorská (přes Rozvadovskou spojku), V
- X503 Božanovská, V
- X515 K Horkám (k přehradě), V
- X518 U Hostivařského nádraží, V
- X519 U továren, V
- X521 Poděbradská – Kolbenova (z centra), V
- X525 Libošovická (Bystrá), V
- X526 Ve Žlíbku, V
- X564 Sulická, V
- X570 Hlavní, V
- X580 Lávka Horčičkova, V
- X595 Povltavská (Primátorská), V
- X606 lávka Botevova, V
- X607 Pod Krejcárkem (na Ohradě), V
- X651 Podjezd Divadelní, V
- X654 Libeňský most (Štorchova), V
- X655 Libeňský most (Voctářova), V
- X658 lávka přes ul. Žižkovu, V
- X675 Parking garáže Museum, V
- X678 lávka atrium západ, V
- X689 ul. 5. května (u garáží DP), V
- X697 Formanská, Újezd u Průhonic, V
- Y005 Nad Zlíchovem, V
- Y011 Kamenická, V
- Y015 Kamýcká, V
- Y017 Radotín, přes vlečku u cementárny, V
- Y018 Zatímní most – Zátory, V
- Y502 Za Černým mostem, V
- Y504 Černokostelecká, V
- Y506 lávka u nádraží Hostivař, V
- Y514 Českobrodská, V
- Y515 Na Viktorce, V
- Y516 Nad Kapličkou, V
- Y517 Malešická, V
- Y525 Průmyslová (v polích), V
- Y528 Průmyslová, V
- Y532 Lávka depo metra Hostivař, V
- Y534 Černokostelecká (přes vlečku), V

#### Velmi špatný stav
- B022 Nuselská, VI
- K007 U Michelského lesa, VI
- P504 V Pevnosti, VI
- R026 Dolní Počernice, (v obci), VI
- R075 Národních hrdinů, VI
- S003 U Břetislavky, VI
- S032 Ledecká, VI
- S034 Statenická, VI
- X008 Lávka Dlabačov, VI
- X023 SPHM přes nábřeží Kpt. Jaroše, VI
- X037 Jeremiášova-Ke hřbitovu, VI
- Y006 Kosořská (Na Višňovce), VI
- Y010 Naskové (Cibulka), VI
- Y012 Korunovační, VI
- Y505 Kolbenova, VI

#### Havarijní stav
- S008 U restaurace „Na mlýnku“, VII
- Y503 Heldova (Niederleho), VII